# BHC
BHC je štiričlanska slovenska glasbena skupina, ki je bila ustanovljena leta 2005. 

## Zgodovina skupine
Skupina BHC je bila ustanovljena poleti 2005. Krstni nastop zasedbe BHC se je zgodil decembra 2005 na Gimnaziji Novo mesto. V letu 2006 so zabeležili nekaj uspehov. Postali so finalisti turneje Youngunz, ki podpira neuveljavljene bende in nastopili kot predskupina znani ameriški zasedbi Dog Eat Dog. Preko izbirnih koncertov so si zagotovili nastop tudi na festivalu Rock Otočec. 
V letu 2007 so koncertirali po klubih v Sloveniji, nastopili na festivalu Cvičkarija, jeseni pa so snemali debitantsko ploščo, ki je izšla aprila 2008.

## Plošča bHC
V začetku aprila je skupina BHC pri založbi MultiRecords izdala prvenec z naslovom bHC. Ploščo, na kateri je 12 skladb, je produciral Miha Arnuš. Za fotografije in oblikovanje ovitka je poskrbel Marko Pirc. Avtor glasbe je skupina BHC, besedila pa so delo Jerneja Darovca. Prvi singel iz plošče, skladba z naslovom Manifest, je septembra postala popevka tedna na nacionalnem radiu Val 202.
Zanimiva je zgodba o nastanku naslovnice albuma. Na njej je namreč 100 portretov ljudi, ki so skupini na takšen ali drugačen način izkazali podporo in ji pomagali izdati prvenec. Ob robovih naslovnice pa so fotografije članov zasedbe.

## Slog in besedila
BHC gojijo svoj glasbeni izraz na izhodiščnih zasnovah funka, rocka, soula in bluesa. V glasbo se mestoma vključujejo tudi metalski riffi, nekaj lahkega (plesnega) pop rocka, pa tudi nekaj blagih jazz eksperimentov.
V besedilih se prepletata ljubezen in hudomušen pogled na svet odslikan skozi prizmo cinizma in mladega intelektualizma.

## Zasedba
- Jernej Darovec - pevec
- Jaka Darovec - bobnar
- Borut Perše - kitarist
- Sašo Vukomanovič - bas kitarist
- Marko Dežman - klaviature, tamburin,˙saksofon